# Talchichil
Talchichil är en ort i Mexiko.   Den ligger i kommunen Nauzontla och delstaten Puebla, i den sydöstra delen av landet, 170 km öster om huvudstaden Mexico City. Talchichil ligger 1 428 meter över havet och antalet invånare är 112.
Terrängen runt Talchichil är kuperad västerut, men österut är den bergig. Runt Talchichil är det ganska glesbefolkat, med 43 invånare per kvadratkilometer. Närmaste större samhälle är Olintla, 18,3 km nordväst om Talchichil. I omgivningarna runt Talchichil växer huvudsakligen savannskog.